# Gastronomia d'Occitània
La gastronomia d'Occitània o cuina occitana fa part de la cuina mediterrània però desenvolupa trets específics que l'allunya de la cuina catalana o italiana. A causa de la grandària d'Occitània i, per tant, la gran varietat de paisatges —de l'alta muntanya dels Pirineus i els Alps, als rius i llacs, fins a la costa mediterrània— és una cuina molt variada.
Comparteix amb altres cuines del mediterrani l'ús d'elements i sabors bàsics i rotunds, entre els quals la carn, peix i verdures, a més de l'oli d'oliva; però també s'acosta de la cuina atlàntica, amb formatges, patés, nata, mantegues i menjars més calorífics. Alguns plats ben coneguts són comuns arreu del mediterrani, com la ratatolha (la nostra samfaina), l'allioli, la bolhabaissa (semblant al suquet de peix), el pan golçat (pa amb oli), amanides, productes a base d'olives i el vi. Si hi ha alguna cosa que la desmarca dels seus veïns és l'abundant ús d'herbes aromàtiques, que d'altra banda són les típiques mediterrànies, com el julivert, el romaní, la farigola, l'orenga i l'alfàbrega.

## Ingredients bàsics

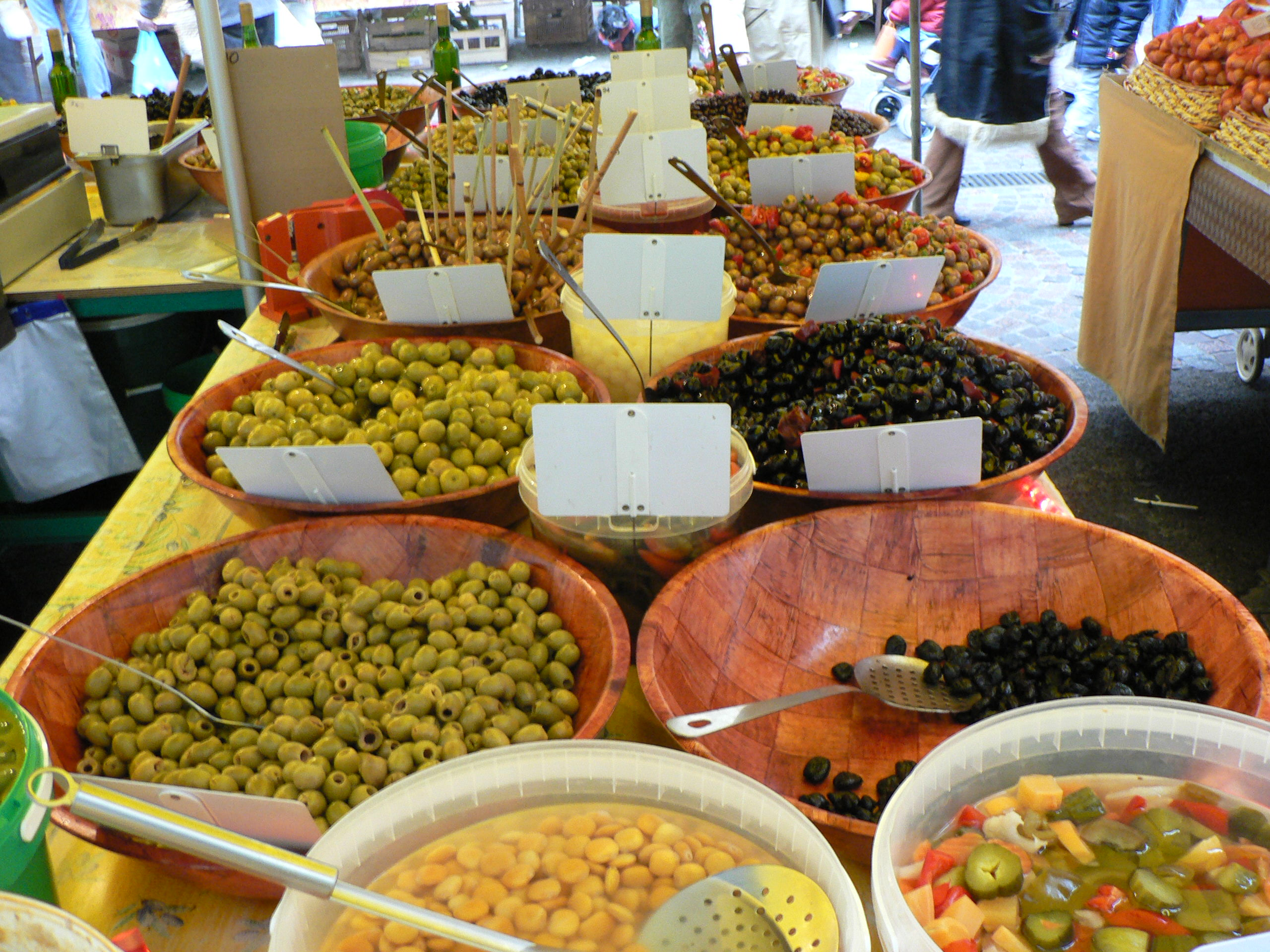
Olives al mercat de Toló.

- Carn: Vedella, bou, ànec, oca, polarda, pollastre, gallina, llardons, cansalada.
- Hortalisses: Albergínia, carabassó, carxofa, ceba, cogombre, tomàquet.
- Verdura: Agrella, bleda, col, mongeta, porro, carabassa, enciam, dent de lleó.
- Peix: A l'interior, truita i cranc de riu. A la costa, tota mena de peix d'aigua salada. Bacallà a Llenguadoc i Provença.
- Marisc: Musclo i ostra a l'Atlàntic.
- Fruita: Poma, pera, pruna, cirera, maduixa, nabiu, figa.
- Fruita seca: Castanya, nou, festuc, atmella, pinyó, pansa.
- Altres: Patata, pa, formatge, bolets (tòfona, cep, gírgola), fines herbes, all.

## Plats

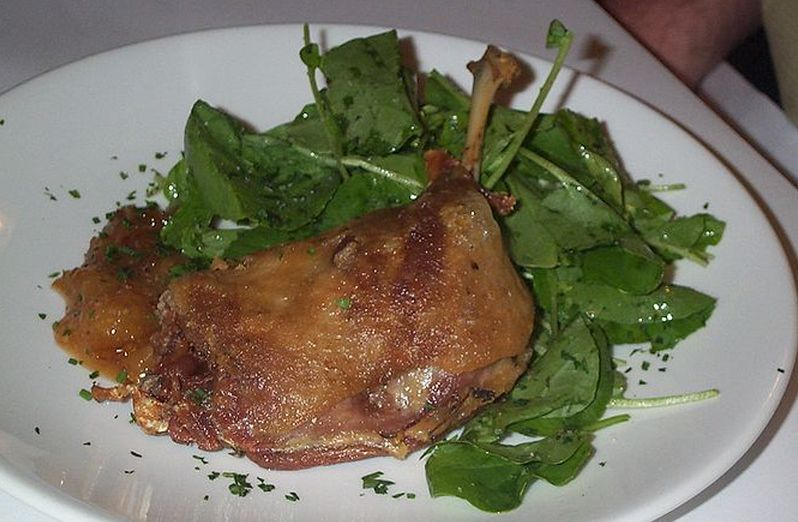
Cuixa d'ànec amb mesclum

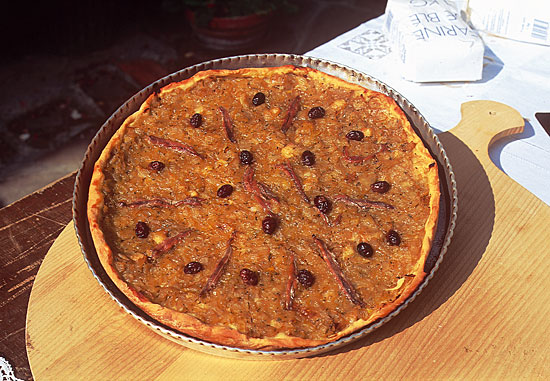
Pissaladiera

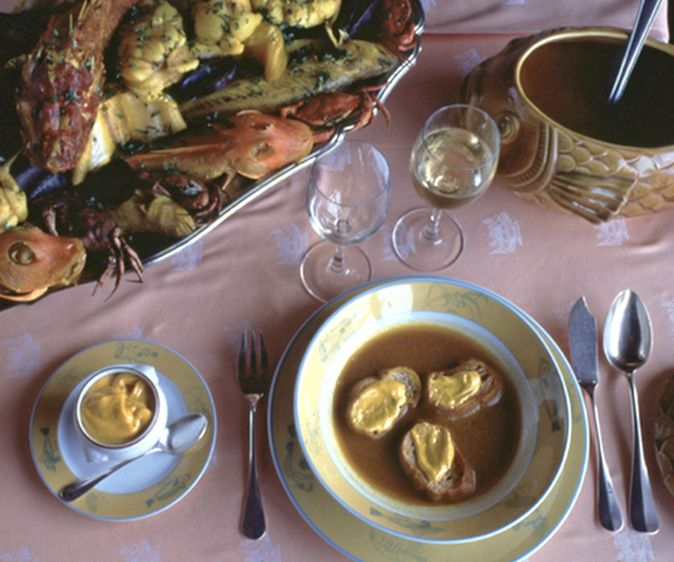
Bolhabaissa

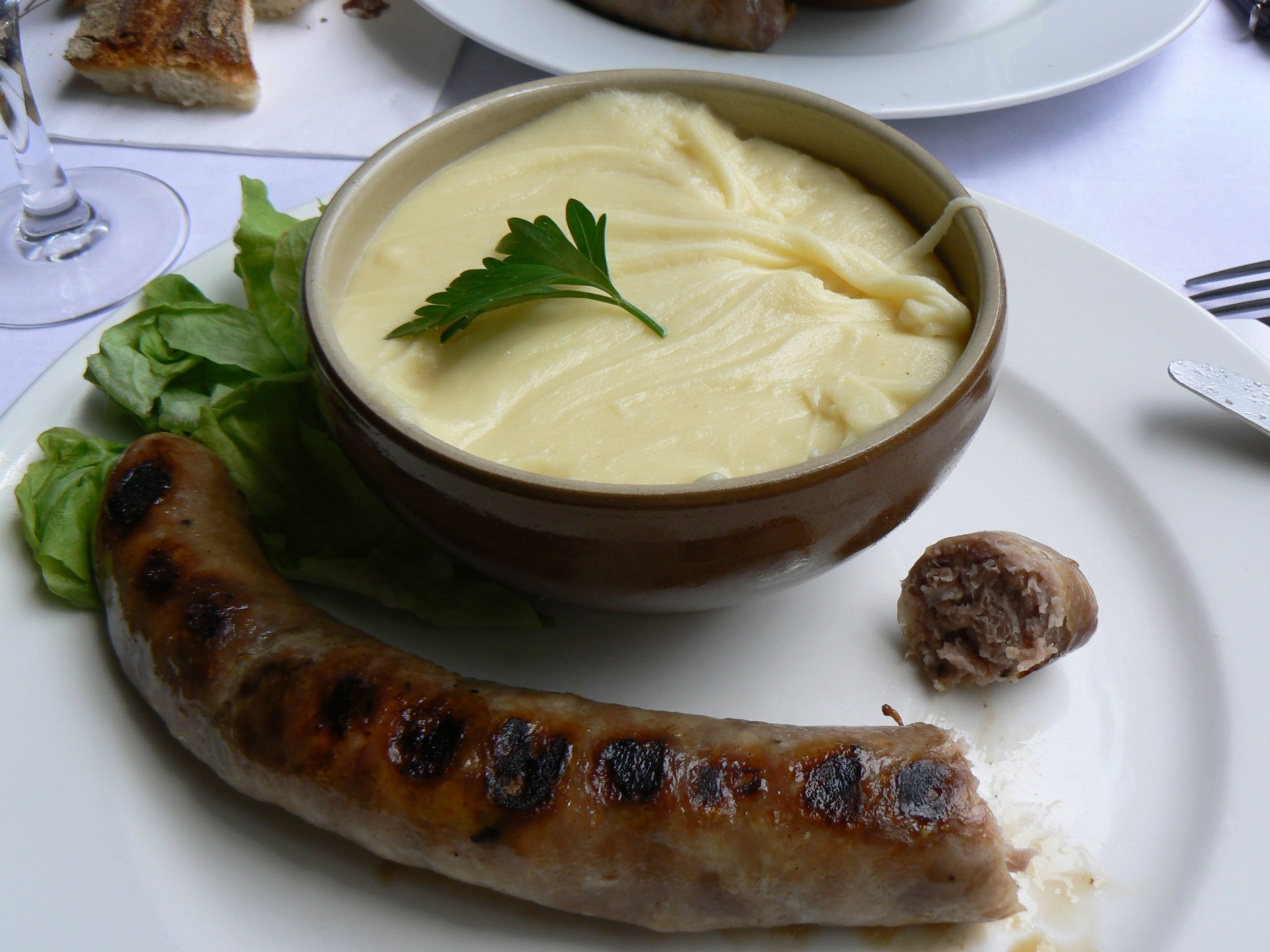
Plat d'aligot amb botifarra

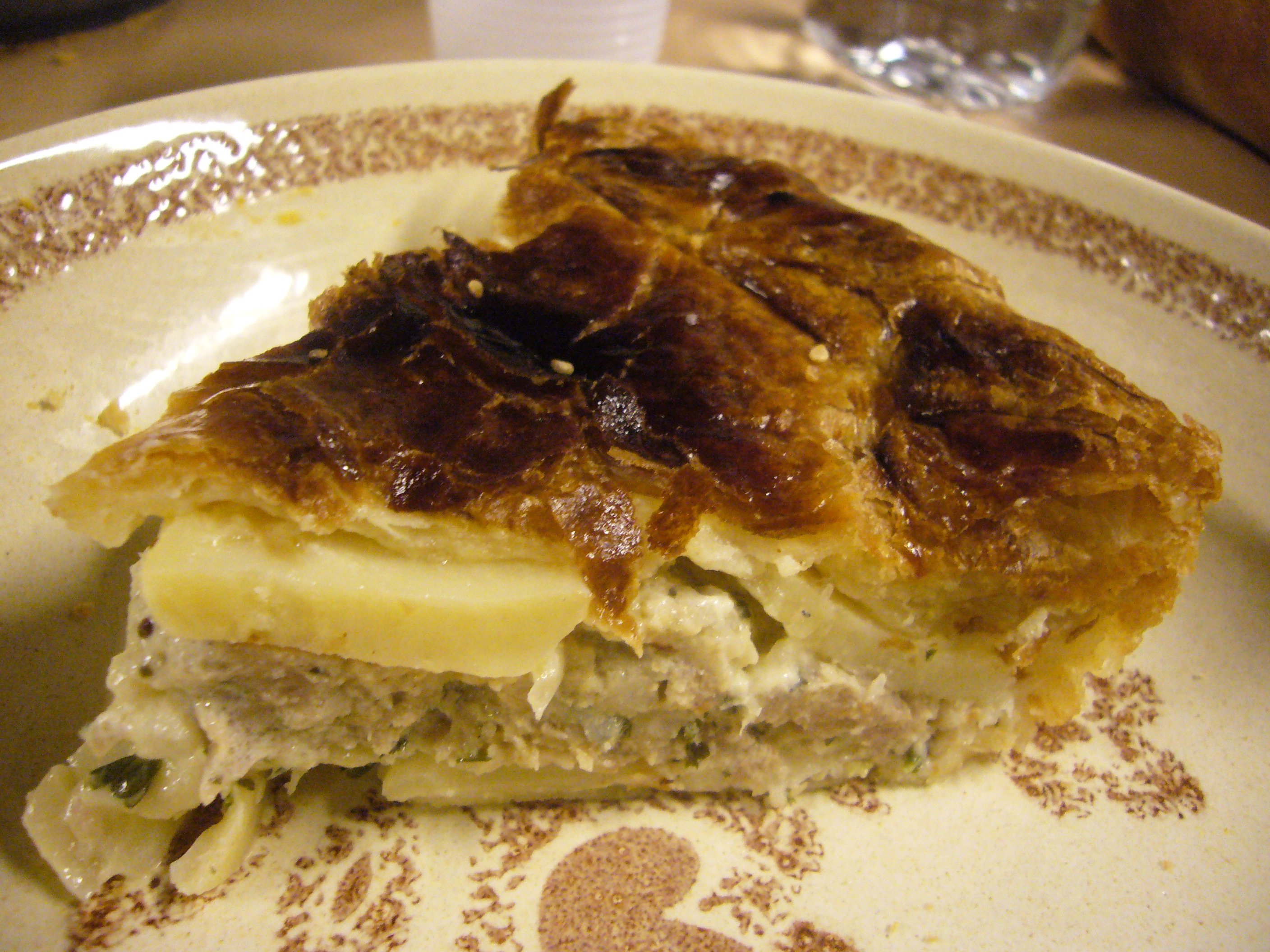
Pastís de treflas

La cuina occitana es caracteritza per tenir un origen casolà i popular, feta per pescadors, ramaders i pagesos amb els productes que tenien més a l'abast. Alguns plats típics, sobretot a Provença i Llenguadoc, tenen olives, amb conill, amb pollastre, etc. En aquestes zones es menja bacallà dessalat i les seves tripes. A Provença els plats de peix en general no són molt diferents dels dels Països Catalans, de Sicília i de la Mediterrània, se solen coure en un brou curt, amb oli d'oliva, de vegades amb panses i pinyons o amb allioli. Existeix tradició, a la banda mediterrània, de salar anxoves i de menjar arengada. També, com en aquestes zones, es cuina la tripa salada i seca (bull) de tonyina, que abans era aliment de pobres, i la tonyina, i peix blau en general és molt apreciat, com el rap o els eriçons de mar.
A tota la regió abunden les aus de tota mena. El fetge gras no es menja només per a untar sobre el pa sinó de diferents maneres, sovint es menja el fetge sencer com si fos un tros de carn. El pedrer (és l'estómac, en occità es diu peirièr o gresier) dels ànecs és molt apreciat i es menja en amanides o d'altres plats. També és típic fer pastissos -ells en diuen terrines- de carns i fetges variats, sovint amb greix, triturats i barrejats amb espècies i de vegades all, ceba, una mica de licor, bolets, etc. que couen al forn en un motlle rectangular i mengen fred amb pa. L'oca es menja també confitada. També es menja boví i porc. Com en altres països del sud, hi ha moltes receptes a base de menuts, com, per exemple, el freginat o els trenèls.
A la cuina occitana, al contrari de la del nord de França, s'empren sovint tota mena de bolets salvatges (els xampinyons a França es diuen de París i sempre són cultivats), que aprecien molt i dels quals cal destacar les tòfones, que mengen embolicades amb cansalada i amb paper d'alumini i cuites al caliu. A Occitània es fan caragolades, i els caragols es mengen típicament amb salsa de tomàquet, com es fa a Itàlia i els Països Catalans, enfront de la recepta típica del nord de França, amb mantega, all i julivert. Com a feculents destaca el pa, se'n fan tota mena de salses per poder sucar-lo, i les patates, però també hi ha molts guisats amb faves, de l'estil de les faves ofegades catalanes, i alguns amb llenties. Tant unes com les altres es poden menjar fredes, en diuen amanida de llentilles o de faves i se'n menja sol, amb alguna escalunya o ceba crua, picada molt fina i una mica d'oli o greix. Com els catalans i al contrari del nord de França, solen preferir els espàrrecs verds als blancs, i s'usen des de molt antic. La col, com a Itàlia o als Països Catalans, no pot faltar en les sopes tradicionals, com la bréjaude, la garbura o l'azinat, que a més solien acabar amb un chabrol. En general a les receptes tradicionals antigues abunden els vegetals de tota mena i en gran quantitat. D'altra banda, l'ús de l'all defineix els occitans a França, que eren anomenats "menjadors d'all" pels francesos, i els acosta a les altres cultures mediterrànies veïnes, com Itàlia o els Països Catalans. A Occitània es menja, per exemple, sopa d'all (occità: alhada) i l'aiga bulhida, que es pot considerar una variant de l'anterior.
Entre els plats occitans, alguns s'han generalitzat arreu de França i fins i tot se n'ha exportat al món alguns, com la bullabessa / boulabaisse, la ratatolha / ratatouille, la brandada de bacallà, la blanqueta de vedella, el magret d'ànec (en francès seria maigret, petit magre, i és simplement un tall, el pit sense l'ala), l'ànec confitat (en francès, confit d'ànec), el fetge gras, etc. D'altres plats típics són el caçolet, com a plat d'interior; la merluça amb alhòli, un plat de bacallà (en occità, merluça) amb verdures i una salsa de patata, rovell d'ou i oli d'oliva; l'aligot, que podria ser l'equivalent occità de la fondue suïssa, etc. També hi trobem plats gens coneguts fora de la regió, com per exemple les farcidures, unes mandonguilles gelatinoses de patata ratllada, farcides i servides amb suc.
Alguns dels plats occitans més coneguts i populars són, per exemple:

### Bolhabaissa
La bullabessa (en occità bolhabaissa i en francès bouillabaisse) és una mena de suquet de peix típic de Provença i Marsella, encara que se'n pot trobar a tota la costa del Llenguadoc. El nom ve de l'occità bolh, bullir, i abaissa, abaixar el foc. Es compon d'una sopa de diversos peixos i marisc - tal com el cranc, l'escamarlà, i el rap -, de vegades servits sencers i de vegades acompanyats d'una patata cuita.

### Borrida
La borrida és una especialitat culinària del litoral mediterrani occità de Toló, Agde, Seta, de la Camarga fins a l'estany de Grussan. El nom sembla venir de bolir/borir (bollir/bollit). Es prepara amb peixos blancs, mújol, verat, llobarro, llucet i rap, i marisc, que s'estoven, el fumet es cou en una brunesa de llegums (api, porros, pastanagues, cebes, etc.) allargat en un allioli o una maionesa d'oli d'oliva que cobreix els peixos i les verdures. És un plat veí de la bolhabaissa.

### Caçolet
El caçolet (en francès, cassoulet, un nom que prové del bol de ceràmica utilitzat per coure'l, la caçòla o cassola de fang) és un plat típic de l'interior del Llenguadoc fet a base de fesols secs i d'embotits o carn. És un plat considerat molt occità i casolà, i és venut arreu de la França. Prosper Montagné, un gastrònom del Llenguadoc escrigué al segle xix que "Le cassoulet, c'est le Dieu de la cuisine occitane" (El caçolet és el Déu de la cuina occitana). L'origen d'aquest plat és disputat entre Castellnou d'Arri, Carcassona i Tolosa.

### Aligot
L'aligot (en occità, aligòt) és una especialitat gastronòmica originària del massís d'Aubrac i estesa per les regions d'Alvèrnia i Llemosí. El plat és molt contundent, fet a base d'un puré de patates mesclat amb nata i un formatge anomenat "toma" que es barreja i es pasta durant força temps amb un bastó de fusta per obtenir una textura espessa. També s'hi pot afegir all o mantega. Se sol acompanyar amb botifarres. El nom prové d'«aliquot», del llatí «ali quod» amb el sentit d'«alguna cosa». Començà com un plat de pobres, amb miques de pa en comptes de patata, servit pels monjos d'Aubrac als pelegrins que travessaven la Via Podiensis cap a Compostel·la. Avui dia és típic de tastar-lo en àpats festius o a mercadets de Nadal.

### Pastís de treflas
El pastís de treflas o pastís de pompiras (en la variant llemosina de l'occità "treflas" i "pompiras" són dues maneres de referir-se a les patates)
és una especialitat del Llemosí i del Borbonès. És un plat senzill en el qual els ingredients principals són patates tallades en rodanxes i crema de llet entre dues llàmines de pasta fullada. Per donar-li més gust n'hi ha que hi afegeixen ceba i julivert (estil Borbonès), all i trossets de cansalada (estil de la Cruesa i del Llemosí) o solament cansalada (estil de l'Alta Viena). El plat es cou al forn.

## Companatges

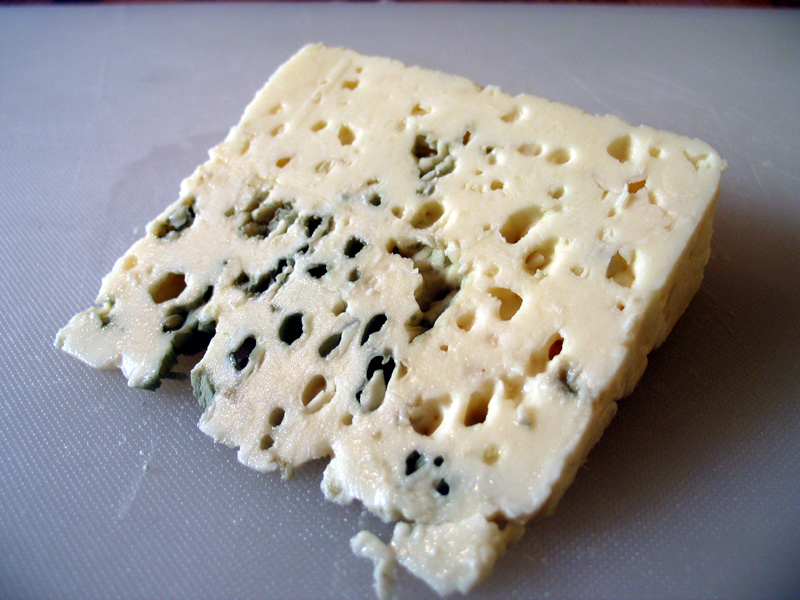
Formatge de Rocafort

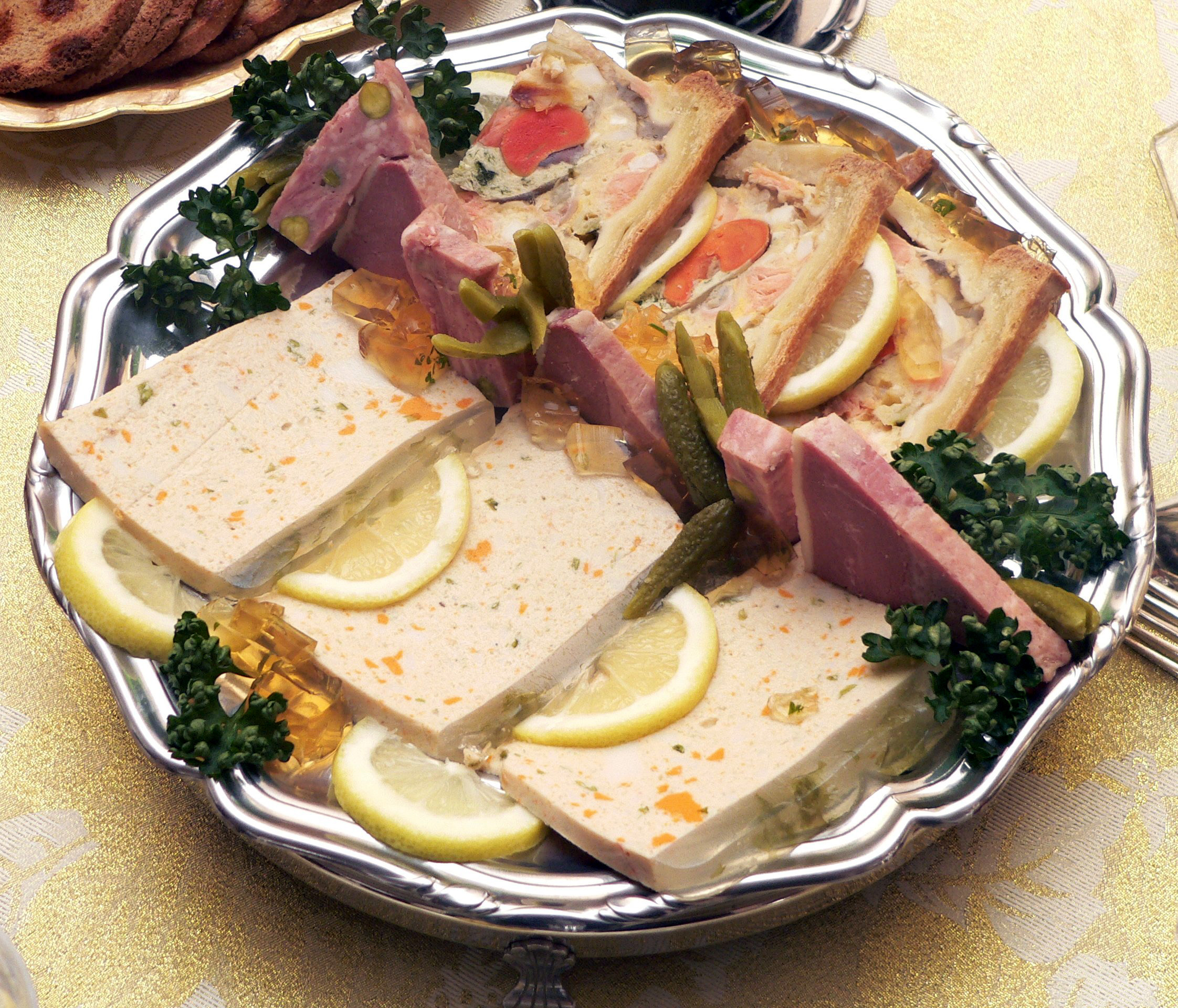
Assortit de patés

Els companatges occitans per excel·lència són els formatges i els derivats de l'ànec o d'oca, patés, rostes, fetge gras, coll farcit, etc. tot i que també es fan patés amb fetges i carns d'altres animals. L'embotit occità és menys variat, però es fa pernil (en occità, cambajon) a Alvèrnia i nord de Llenguadoc, morcilla al Llemosí, llonganissa crua alvernesa o també gratons, per exemple. També es fan botifarres crues (francès: saucisse, occità: salsissa) bastant semblants a les catalanes, les de Tolosa són especialment conegudes.

### Formatge
- Vegeu Llista de formatges d'Occitània

Els formatges d'Occitània (en occità, formatge, hormatge, fromatge o forma) sobten per llur gran nombre i varietat. Cal destacar que hi ha més formatges produïts a França que en cap altre estat, i gran part d'aquests són d'Occitània. Entre aquests, els més famosos són el Rocamadour de cabra; el Rocafort d'ovella; el Cabecon; la Toma, produït arreu dels Alps, de vaca, d'ovella o de cabra; l'Ossau-Irati d'ovella bearnès; el Blau d'Alvèrnia; el Cantal i el Sant Nectaire.

### Rostes d'ànec
Occitània, en especial a tota la zona est, és especialista en receptes i productes derivats de l'ànec. L'ànec confitat i el fetge gras d'ànec són molt coneguts fora del país, però no tant ho són les rostes (en francès, rillettes), una conserva que es fa amb la carn dels ànecs engreixats per a fer fetge gras i paté. Aquesta carn es cou i s'esqueixa, es conserva i s'utilitza per a untar a sobre de pa o d'unes creps llemosines anomenades tortús.

### Paté
El paté (en occità, pastís de fetge, i en francès, pâté de foie) i el fetge gras (en francès, foie gras) són productes típicament atlàntics i la seua producció es concentra a la Gascunya i el Llemosí. L'origen del paté o pastís occità és una panada, que es podia fer de carn, peix o d'altres coses, i encara avui, en sentit extricte, només ho és aquell que està envoltat d'una pasta de pa, i que en francès es diu pâté en croute, paté en crosta. (Vegeu pâté gros bords)

## Salses

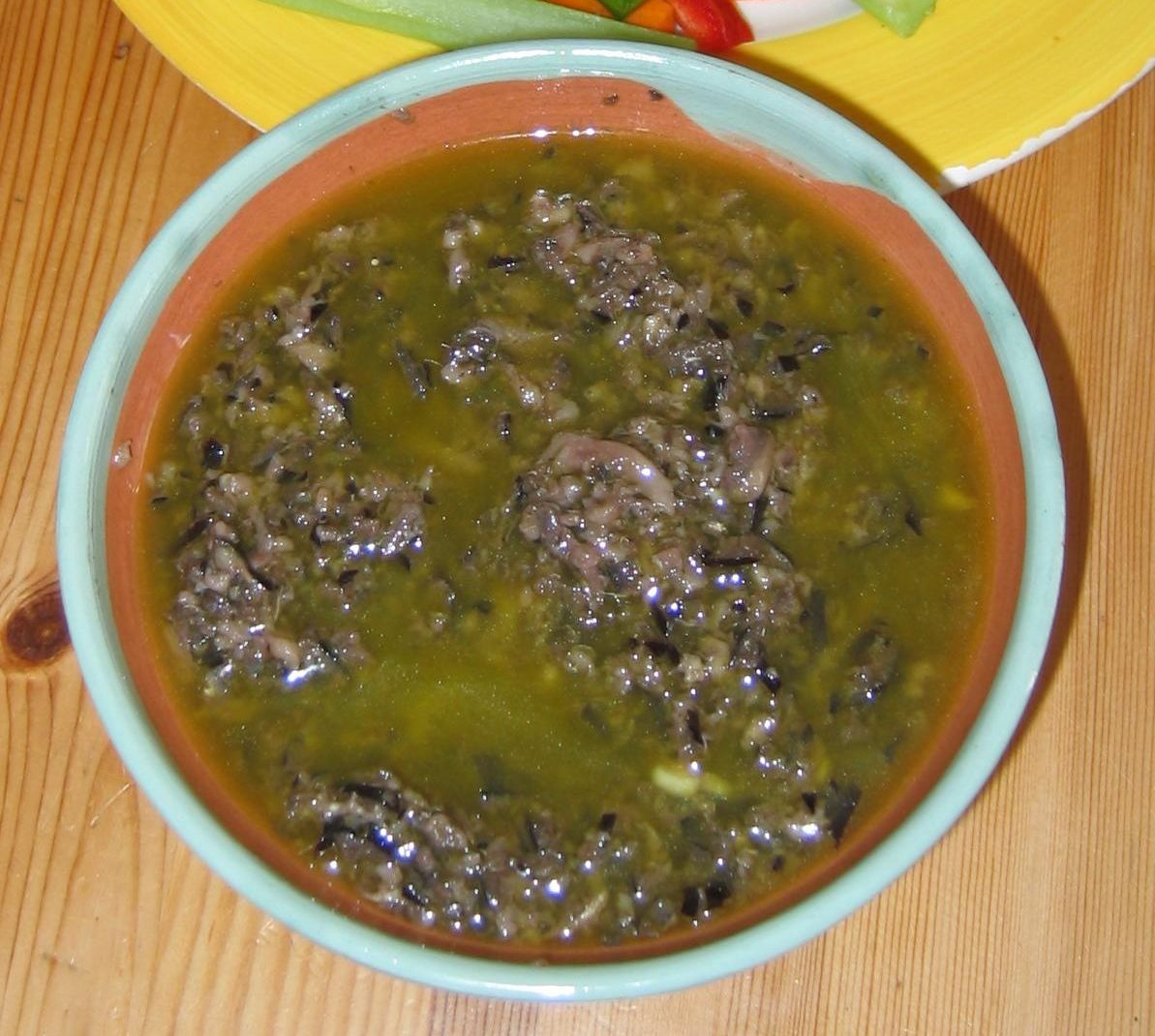
Anchoiada

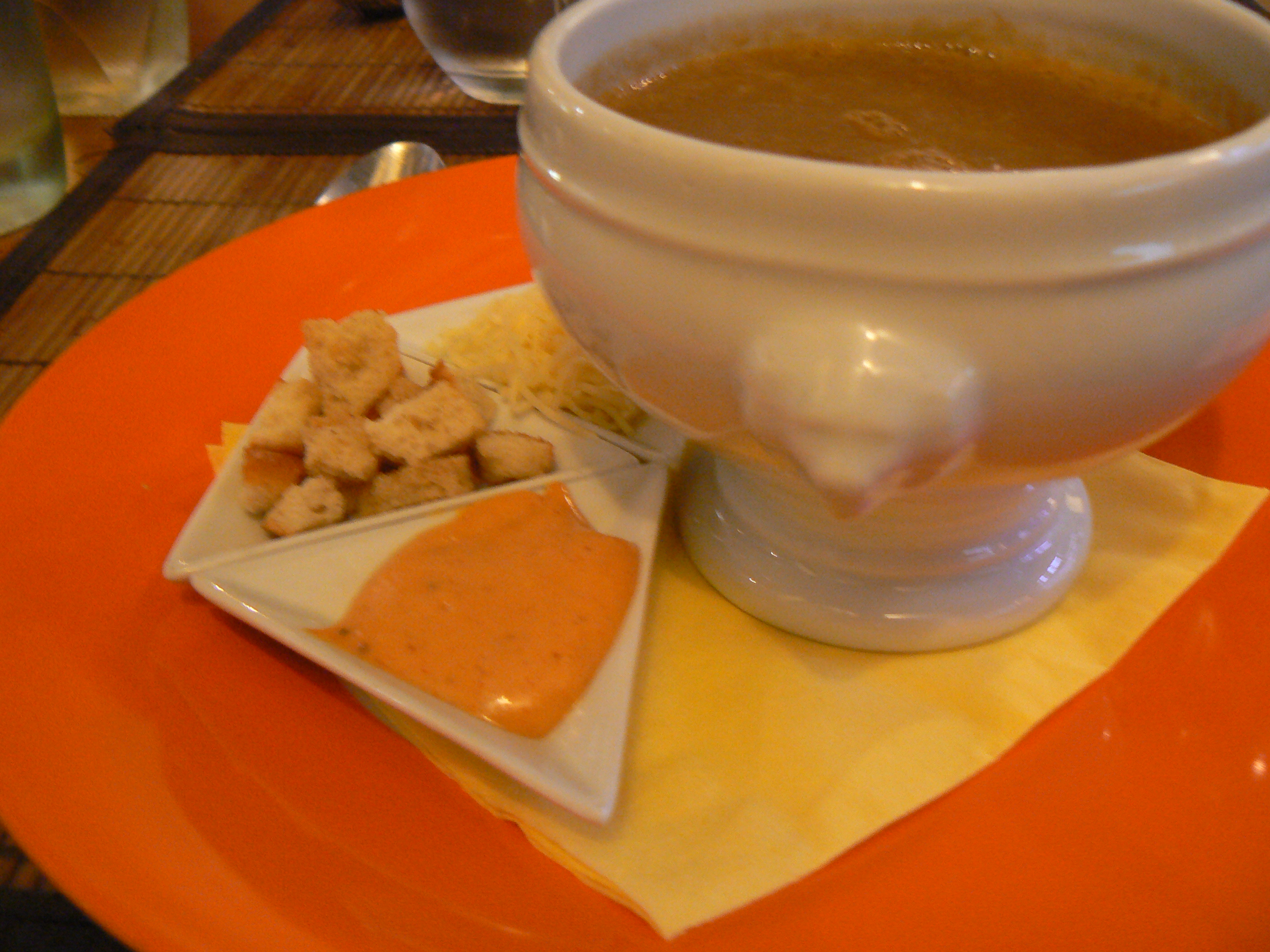
Sopa de peix acompanyada de crostons de pa i salsa rolha

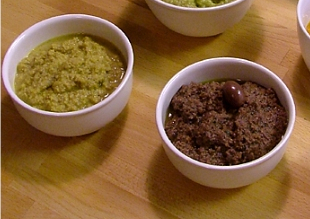
Tapenades verda i negra

Les salses solen ser fredes i molt gustoses, a base de productes de sabors contundents com l'all, l'anxova o l'oliva, i solen estar creades per a acompanyar el pa. Aquestes salses solen tenir origen medieval i tenen parents molt propers, si no iguals, a la gastronomia dels Països Catalans. Algunes salses fredes poden acompanyar verdures, peix i fins i tot vedella. Algunes salses són, per exemple:

### Alholi
L'allioli, en occità alhòli, és una salsa habitual i típica de tota la costa mediterrània nord-occidental, que també es pot trobar Provença, l'Occitània de vora aquesta mar. No es menja sovint com a salsa separada sinó integrada en un plat, la merluça amb alhòli, que es fa amb bacallà (en occità el bacallà es diu merluça) i verdures bullides. En general, l'ús de l'all és més habitual a Occitània i en canvi es considera d'un gust fort i més aviat desagradable a França. L'allioli es fa amb all, oli d'oliva i sal, de vegades amb un ou per a maridar la barreja.

### Anchoiada
L'anchoiada (pronunciada anxoiada) és una salsa mediterrània típica de la costa sud mediterrània que barreja anxova trinxada amb oli d'oliva i all. És habitual com a condiment per a llesques de pa. És semblant a l'anxovada que es fa a la Catalunya Nord, però aquesta conté més ingredients. A Occitània les anxoves s'utilitzen també en un altre untable molt popular: la tapenada, i aquest cop la versió més senzilla (olivada) és la catalana.

### Ratatolha
La ratatolha (en occità, ratatouille en francès) és un plat molt conegut arreu de França, originari de la ciutat de Niça i en general de la regió de la Provença. Es tracta d'un plat vegetarià resultat de fregir amb oli d'oliva una sèrie de verdures (es poden fregir totes juntes o verdura per verdura). La recepta varia segons el gust del cuiner, i inclou generalment tomàquets, pebrots, ceba, carabassó i albergínies en proporcions variables. Se serveix sol, acompanyat de pa, arròs o patata o molt majoritàriament com a guarnició d'algun plat de carn o peix. És per descomptat una salsa o companatge germà de la samfaina i hi ha d'altres preparacions mediterrànies semblables.

### Rolha
La salsa rolha (en occità. En francès és rouille i, en català, rolla) "és una emulsió provençal a base d'oli d'oliva, pa, all, patata i pebrot sec" que se sol afegir à la bullabessa i de vegades per a acompanyar el marisc. Aquesta salsa recorda en el seu aspecte i composició a algunes salses catalanes i valencianes de color taronja típiques de pescadors, com ara la salsa balandra, la salvitxada, el xató, etc. tot i que aquestes no porten mai patata i en canvi solen contenir fruits secs (ametlles o avellanes, normalment). També és de la família de l'allioli i de moltes salses a base d'oli d'oliva que els pescadors usen als plats de peix arreu de tot l'arc mediterrani.

### Tapenada
La tapenada és una salsa o pasta per a untar provençal feta a base d'olives negres o verdes picades, tàperes i oli d'oliva. La recepta sol dur a més alguna anxova i un all picat. El mot occità tapenada (en francès tapenade) ve de tapena, que en occità és tàpera. És una preparació germana de l'olivada i d'altres semblants que es troben al llarg de la mediterrània.

## Dolços

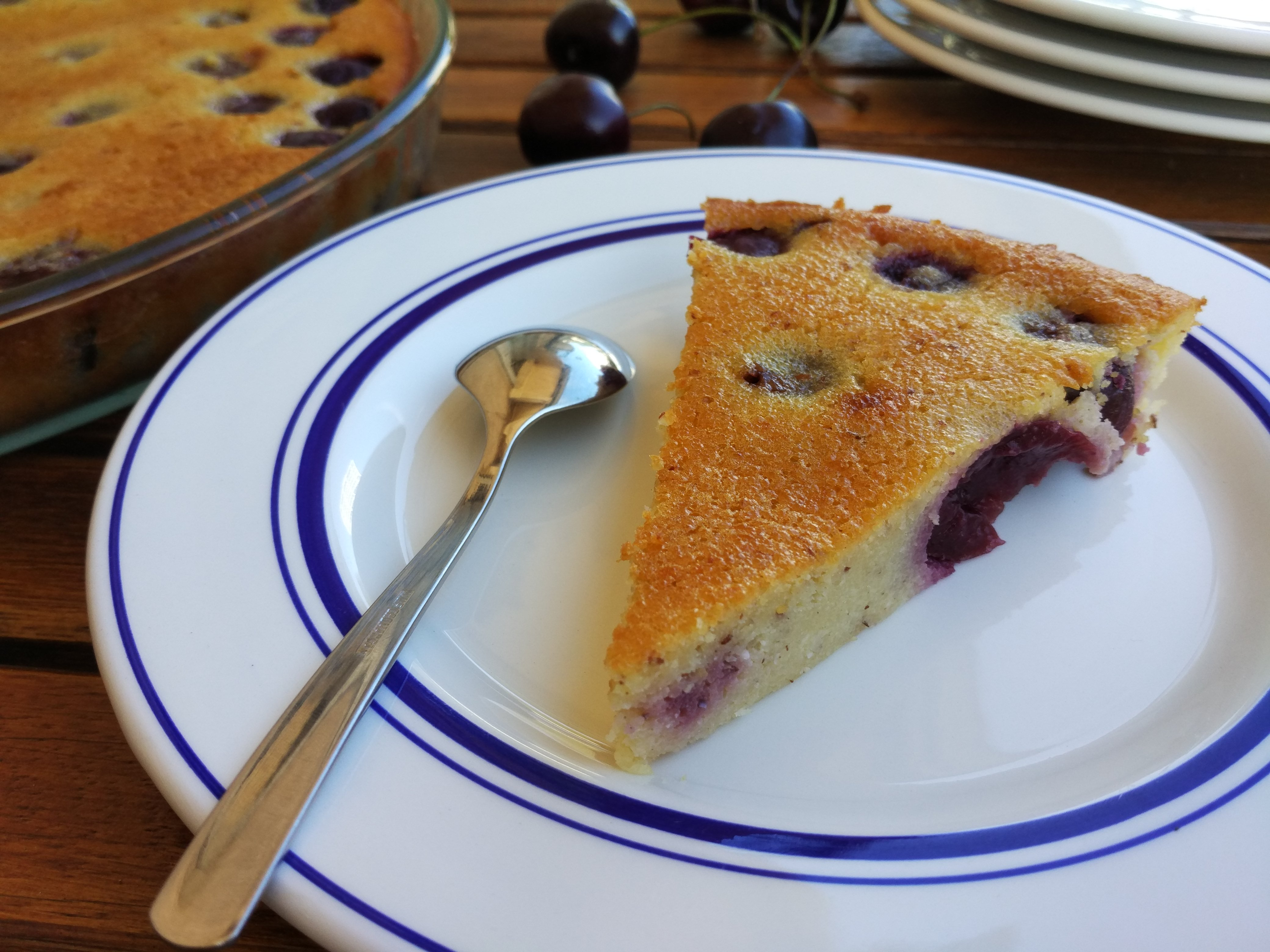
Clafotís de cireres

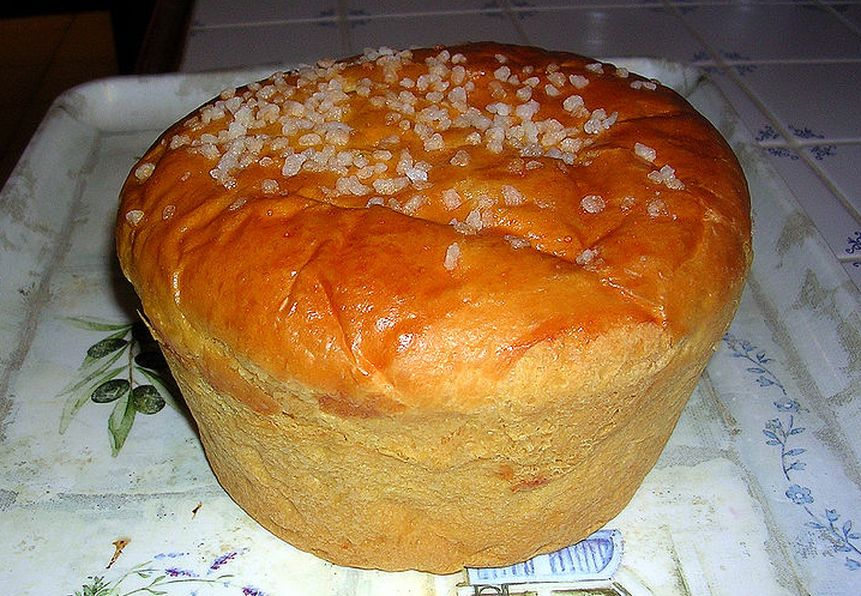
Pastís borrit

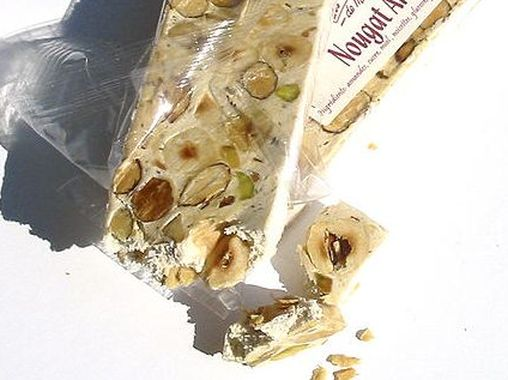
Nogat

Destaquen els codonyats (que també es fan amb altres fruites) i compotes casolanes de fruites; els pastissos, en especial els de fruites; com el clafotís o la flonyarda; o els que tenen un toc de licor, com l'acanalat de Bordeus o el pastis bourrit; els productes de confiteria semblants o de la família del torró, com el nogat (entre el nostre torró dur i el halva àrab) de Limós i el de Montelaimar o els associats a les castanyes, en especial les castanyes confitades (marron glacé) i la crema de castanya. Els carquinyolis (croquants) es fan a tota la meitat est, de sud a nord, i solen estar tallats en làmines de dos o tres mil·límetres de gruix.
Altres dolços lligats a la cultura popular també són semblants o coincidents amb els catalans, com les rostes de Santa Teresa, els crespeth o el tortell de Nadal-galeta de Reis. La crostada, típica dels Pirineus, es pot trobar al sud d'Occitània i també al nord de Catalunya, Aragó, Navarra i Euskadi.

### Clafotís
El clafotís és un pastís prim de cireres que té una massa semblant a la d'una quiche, en dolç i aromatitzada amb licor, la qual s'omple amb una capa de cireres negres amb pinyol. Els occitans la consideren un pastís perquè no té a sota una base de pa o pasta en forma de cassoleta. Els pastissos sense llevat, amb una textura similar a la d'un flam o un púding, són molt corrents i possiblement tots derivats de les farinetes. N'hi ha que tenen brossat en comptes de fruita, com per exemple la flasona, molt similar al flaó balear. Gran part de dolços tradicionals occitans contenen alguna forma de fruita fresca o seca. El clafotís és conegut i molt preuat a tota França.

### Pastís borrit
El pastís bourrit, còca o cóc landès és un cóc alt aromatitzat amb rom i mantega que té forma d'un gran flam o madalena i decorat amb una crosta de sucre a la superfície, com fem per a les madalenes. És la forma clàssica que tenen en general els cócs o pans de pessic a Occitània. L'ús del rom és també usual en molts pastissos i dolços occitans, i més encara si no tenen fruita, per donar gust. Tant aquest tipus de pastís com els del tipus clafotís, se serveixen sovint a taula encara dins del motllo.

### Flaca gònha
És una 'pompa' (pastís en occità=) dit en francès 'pompe o tarte à la bouillie' (farinetes) de la regió alvernesa de Tièrn que es feia antigament en cases bones, en particular en avinentesa del batre, es preparava almenys un pastís de cada especialitat (de farinetes i també de pomes) i els gurmets les tastaven totes. Fins i tot avui dia durant la 'Foire au Pré' (14 de setembre) després de la tripa tradicional, se serveix dues 'pompes'.

### Nogat
El nogat és un tipus de dolç de consistència molt més tova que el torró dur, tot i que no tant com l'halva, fet amb ou, mel i fruits secs, com per exemple, ametlla o festuc o altres. Per exemple, n'hi ha un amb denominació d'origen produït a la vila occitana de Montelaimar i un altre a Limós, n'existeixen altres, que tot i que de vegades es diuen touron, no són torrons sinó nogats, a les zones d'Occitània properes a Catalunya i recentment també en altres zones més llunyanes, com per exemple el Llemosí.

## Begudes

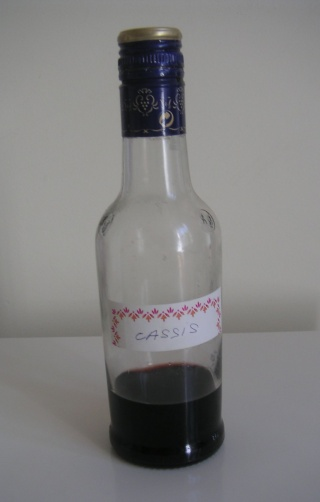
Cassís

Les begudes a destacar són principalment vins i licors. Així, els vins d'Occitània gaudeixen d'una molt bona reputació, per exemple, el vi de Bordeus és conegut arreu del món i el rosat de Provença és molt popular a tota França, mentre que el pastís, per exemple, és un aperitiu típic exportat amb èxit a la resta del país.

### Vins
Les principals zones de producció a Occitània són la costa del Llenguadoc, els costers del Roine i al voltant de Bordeus. Així destaquen els vins negres de Bordeus i de la Serra de la Corbera, els blancs secs escumosos de Die i Valença, els blancs dolços escumosos com la blanqueta de Limós, i els rosats del Roine i de la Provença en general. El vi rosat, en occità, es diu que és gris, ja que no és ni vi blanc ni vi negre.

### Licors
El licor de cassís i el pastís (licor blanc d'anís) són licors occitans per excel·lència, i es poden trobar a gairebé tot el país - sempre ajudat per la globalització dels productes regionals típics al mercat francès. El cassís és un licor a base d'aiguardent i grosella, un poc semblant al patxaran, mentre el pastís és un licor d'anís que es beu dissolt en aigua. Un licor més local és l'armanyac, una mena de brandi fet a Armanyac, a l'oest d'Occitània, que, tot i que alguns el consideren "excepcional", al nord de França no està tan ben considerat com el conyac.
A Occitània, com als Països Catalans, es fan ratafies; de les quals destaca l'aigua de nodes (aigua de nous) a la Vall d'Aran, el flòc de Gascunya i la ratafia del Perigord; i licors d'herbes, com el liquor de Sant Joan de Provença, que es fa amb herbes i espècies variades (i també nous i, de vegades, fulles de noguera) coincidint amb el solstici d'estiu, ja que se suposa que és quan les herbes estan en el seu millor moment.

## Diversitat en la cuina occitana

Sud de França. Les zones dialectals són similars a les gastronòmiques. Recordeu que l'aranès pertany al dialecte gascó.

Com la cuina catalana, l'occitana també és una cuina arrelada en l'ús dels productes locals i de temporada. En conseqüència, hi ha una destacada regionalització segons el tipus de terreny, costaner o interior. Aquesta diferència és més forta que als Països Catalans per la geografia del territori -les zones atlàntica i continental són molt més extenses- i per a altres factors culturals, com el fet que no s'hi uneixen productes de mar i de muntanya o que, a l'oest, no es dessequi el bacallà, que pemetria desplaçar-lo i menjar-lo a l'interior, per exemple. Dins de la cuina costanera, la cuina occitana pot ser atlàntica, amb verdures de la regió i peixos cuinats amb greixos animals, o occitana, amb fruites i hortalisses mediterrànies i el peix sempre cuinat amb oli d'oliva.
De fet, es pot dividir tota la cuina occitana en dos blocs segons el greix emprat per cuinar: d'una banda la cuina de l'oli d'oliva, a l'est (a Llenguadoc i Provença), i d'altra banda la cuina del greix animal, llard o greix d'ànec o d'oca principalment, a l'oest (a Gascunya, Alvèrnia i Llemosí).
A la cuina occitana es poden diferenciar sis subzones gastronòmiques: la cuina de Provença és la cuina mediterrània per excel·lència a Occitània; la cuina de Llenguadoc, amb el seu caçolet i el formatge rocafort; la cuina del Llemosí, on destaquen les carns, les oques i ànecs ; la cuina d'Alvèrnia, amb tòfones, fetge gras i els formatges, com el Cantal; la cuina de Gascunya, amb hortalisses atlàntiques, oques i ànecs, vi de Bordeus i Armaynac; i podem parlar també de la cuina de la Vall d'Aran, encara que culturalment pertany a la cuina gascona, per les influències catalanes i particularitats pròpies, com els caulets, que la diferencien d'aquesta.